# Tullow
Tullow (An Tulach en irlandais) est une ville du comté de Carlow en république d'Irlande.
La ville de Tullow comptait 5 138 habitants en 2022.

## Histoire
Tullow est une ville traversée par la rivière Slaney mais qui s'est d'abord développée à l'Est de celle-ci.
Sur l'autre rive, Raymond le Gros, l'un des chevaliers Cambro-Normand qui participa à l'invasion normande de l'Irlande, s'était octroyé, entre autres, la baronnie de Forth où il érigea une motte castrale, dite de « Castlemore » (2 kilomètres à l'ouest de Tullow), avant la fin du XIIe siècle. Cette baronnie appelée également pays des O'Nollan's s'étendait du Sud-Est de Carlow en descendant vers Leighlinbridge, délimitée à l'est par la rivière Slaney. Castlemore étant mentionné à cette époque sous le nom de Fothered. Puis en 1315, des Augustins se sont installés sur la berge Ouest de cette rivière grâce à une donation de Simon Lumbard et de Hugh Tallon et y ont fondé une abbaye,.
Sur la rive Est, Theobald Walter (en), a reçu le fief de Tullow (Tullophelim) comprenant un manoir et où il y avait déjà un château. Cette donation émane directement de Jean sans Terre et se situe vers l'année 1192.
Tullow était également le site d'un monastère augustin. Lors de la dissolution des monastères, les terres appartenant au monastère ont été concédées à James Butler, 9e comte d'Ormond. Comme pour le château de Tullow, les bâtiments du couvent ont été démolis, mais la date exacte est incertaine. Le cimetière de l'abbaye est situé sur le site de l'ancien monastère.
On y trouve une statue du père John Murphy, l'un des chefs de la rébellion de 1798, qui fut capturé près de Tullow et exécuté sur la place du Marché le 2 juillet. L'ancienne église méthodiste de Tullow, sur Bridge Street, abrite un petit musée qui présente des informations sur cette période et sur d'autres aspects de l'histoire locale.
L'évêque Daniel Delany a fondé les Sœurs Brigidines à Tullow en 1807. 

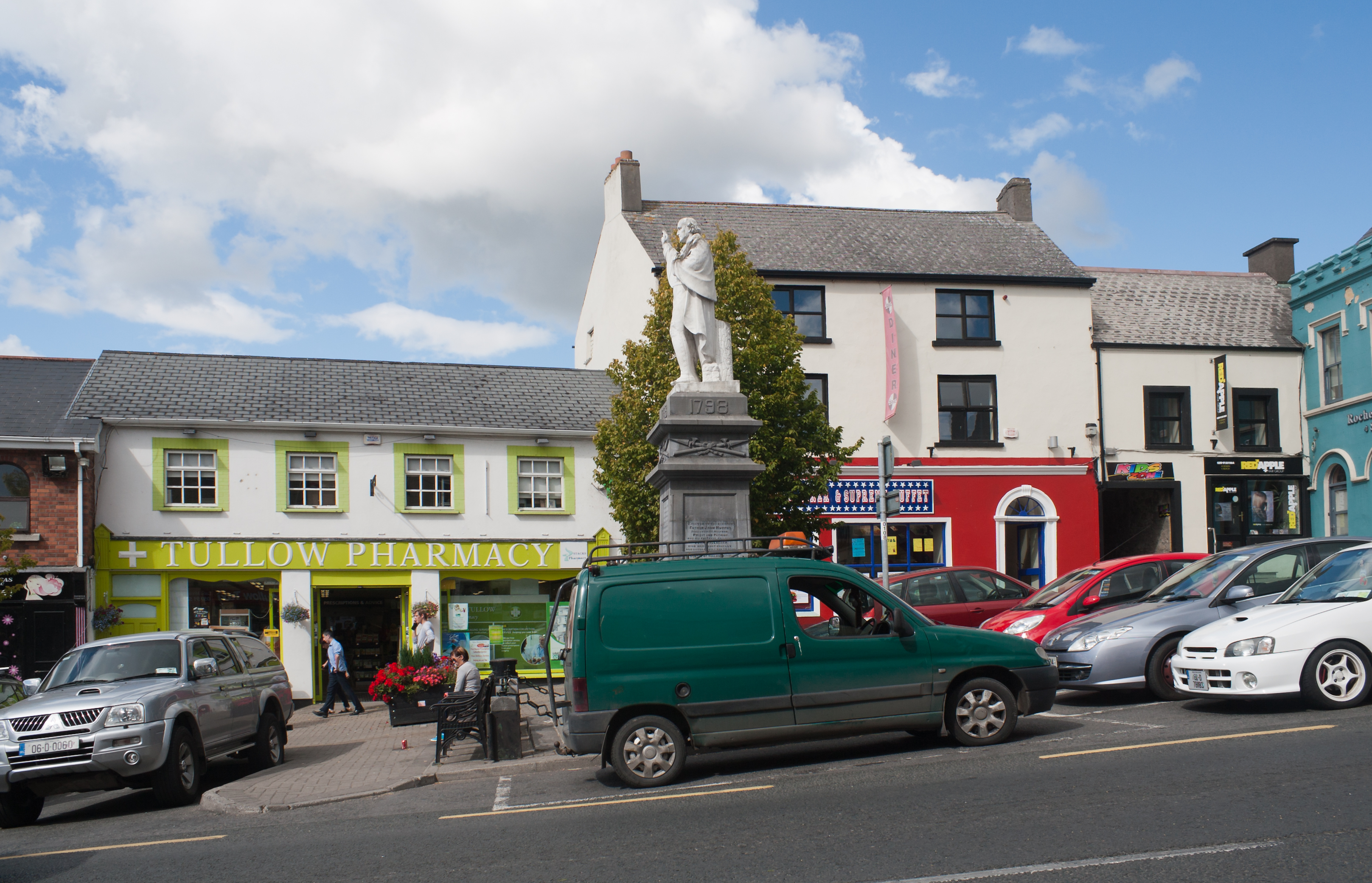
Statue de John Murphy.
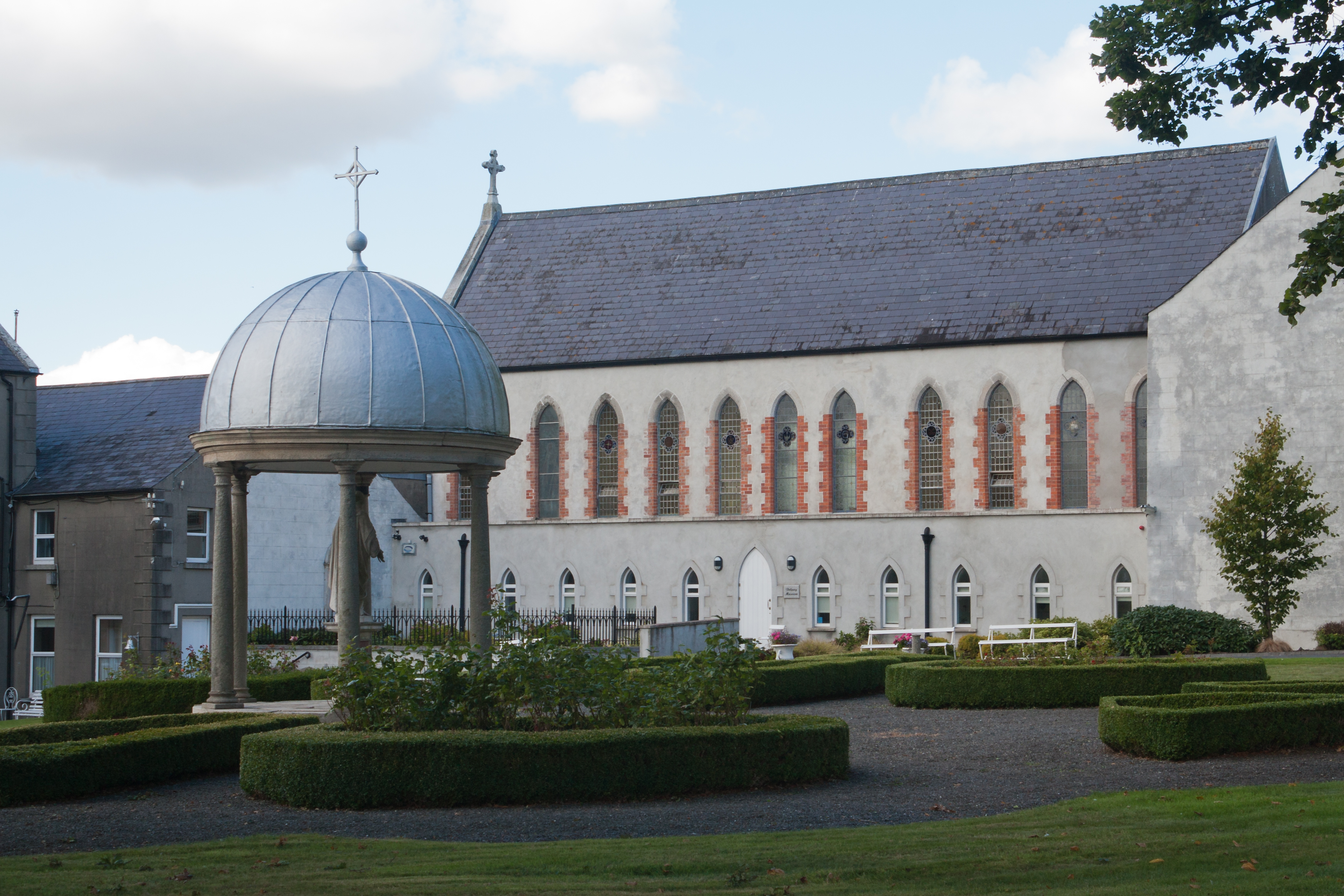
Couvent des sœurs brigidines.